# Jeles András
Jeles András (Jászberény, 1945. március 27. –) Kossuth- és Balázs Béla-díjas magyar színház- és filmrendező, forgatókönyv- és drámaíró, kiváló művész. Apja Nemes Jeles László, Oscar-díjas filmrendezőnek.

## Életpályája

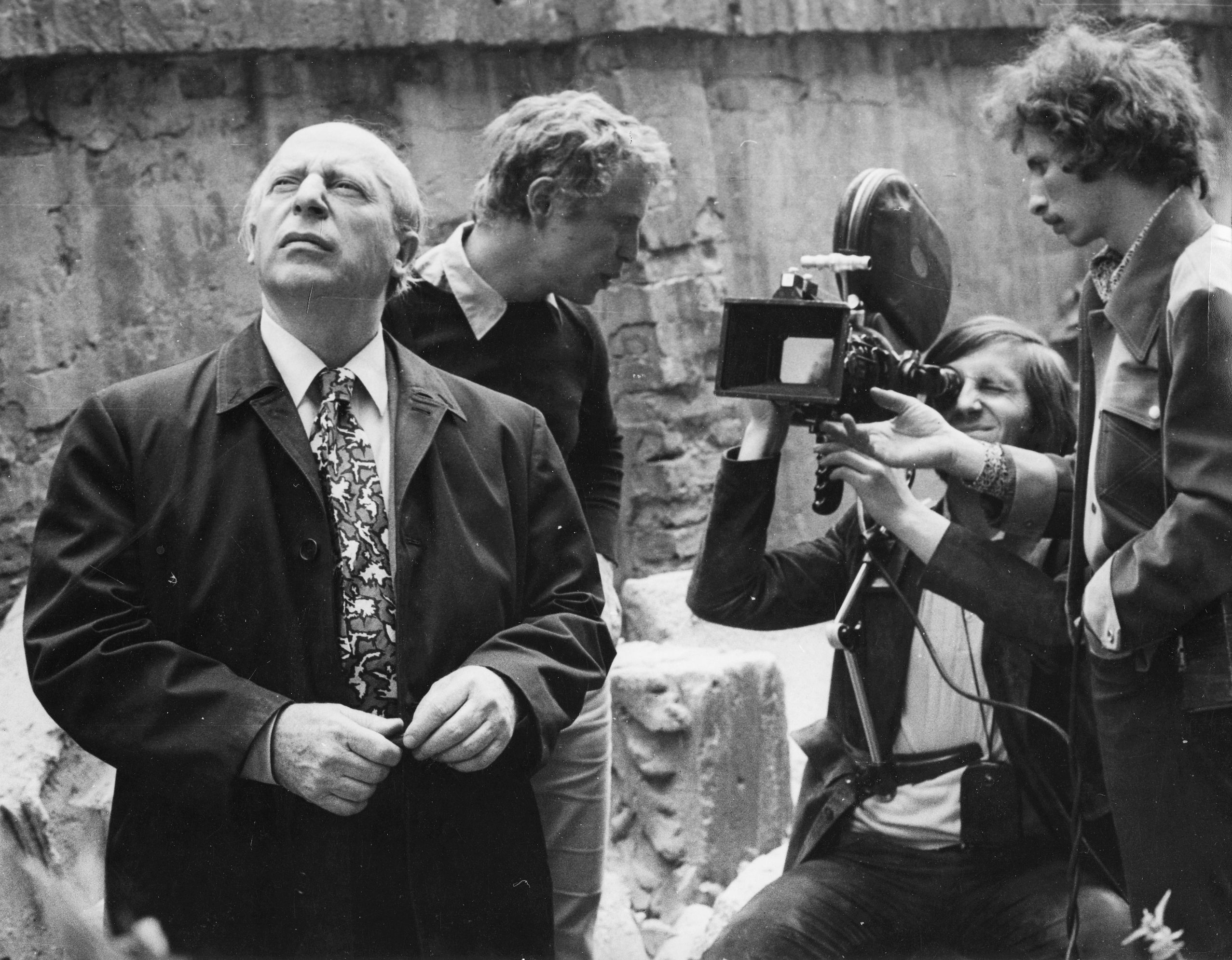
Jeles András (balról a második) rendezőként a Nemes Endre festőművészről (balra) készített portréfilm forgatása közben Óbudán (1973)

1971-ben az ELTE magyar–népművelés, 1974-ben a Színház- és Filmművészeti Főiskola operatőr-rendező szakán szerzett oklevelet. Dolgozott a Mafilm rendezőasszisztenseként, s közben folyamatosan készítette filmjeit a televízió és a Balázs Béla Stúdió számára. Önálló nagyjátékfilmjei A kis Valentino 1979, az Angyali üdvözlet (1983), az Álombrigád (1983) számos díjat nyertek.
1985-ben alakította meg saját, avantgárd mikro-színtársulatát, a Monteverdi Birkózókört, amely a Drámai események és A mosoly birodalma (1987) című előadásokkal azoknak az éveknek egyik legizgalmasabb színházi eseménye volt, de a kritika valójában „finnyásan elnézett mellette". Előbbi Dobozy Imre: Szélvihar, utóbbi Sławomir Mrożek Rendőrség című darabjának teljesen szuverén átértelmezése.
Talán mostanáig leghíresebb alkotása első nagyjátékfilmje, az 1979-es A kis Valentino, ami egy munkásfiúról szól, aki nagyobb pénzösszeget sikkaszt, majd egy napon keresztül költekezik, de végül rá kell jönnie, hogy nem tud jobb életet vásárolni magának. A legfontosabb magyar filmek, az Új Budapesti tizenkettő egyike.
1983-as Álombrigádját, amely gyári munkásokról szól – akik egy szovjet darab, a Prémium előadására készülnek sikertelenül –, csak a rendszerváltáskor engedték levetíteni. Ez volt a Kádár-kor utolsó betiltott (játék)filmje, mely csak 1989-ben került mozikba (a munkásosztály ironikus ábrázolásán túl maga Lenin is feltűnik az 56. percben, akit a vállalati portás táskaellenőrzésnek vet alá, nehogy gyári szarka legyen...). Ennek okán az 1989-ben odaítélt Balázs Béla-díjat azévben nem fogadta el, csak 1992-ben.
Szintén 1983-ban készítette el az Angyali üdvözlet című sajátos Az ember tragédiája-adaptációját, amelyben a főszerepeket gyerekekre osztotta. 1993-ban mutatták be egy elhurcolás előtt álló zsidó családról szóló Senkiföldje című filmjét, ami után tízéves szünetet tartott a rendezésben. 2004-es filmje József és testvérei – jelenetek egy parasztbibliából a Parasztbiblia ihletésére készült.
„Mire való a művész őrülete? A művész őrülete arra való, hogy kivigye az embert a reális feltételek köréből, hogy elhitesse vele: a természet és minden teremtmény éppen az ő keze munkájára vár, hogy felismerje teremtettségét, ügyefogyott, szótlanságra kárhoztatott létezését.” (Jeles András: Teremtés, lidércnyomás)

## Filmjei
- Levél az Újvilágba (1968) amatőrfilm, elveszett
- Énnálam egy boldog óra nagyon ritka vendég (1968) vizsgafilm (9p), operatőr (rendező: Kardos Sándor)
- Telefon (1969 előtt) amatőrfilm, elveszett
- A meghallgatás (Táncdalfesztivál) (1969) vizsgafilm (12p)
- Így fog leperegni (P. Mária) (1970) dokumentumfilm (41p)
- Arcok (1970) vizsgafilm (27p)
- Fehér sereg (1971) vizsgafilm (15p)
- Töredék (1971) vizsgafilm (27p)
- Olajbányászok (1971) riport-dokumentumfilm (35p), operatőr (rendező: Kardos Sándor)
- A Szegedi Madzagvasút (Magyarország kisvasútjai filmsorozat részeként, 50p) (1972) társoperatőr, (rendező: Winkler György)
- Petőfi '73 (1972) játékfilm (89p), rendezőasszisztens (rendező: Kardos Ferenc)
- Ki van a tojásban? (Szélervé és Nagyhegy) (1973) játékfilm (80p) rendezőasszisztens (rendező: Szalkai Sándor)
- A vasárnap gyönyöre (Vasárnap, április 12.) (1974) vizsgafilm (18p),
- Félálom (1974) diplomafilm (75p ?)
- Autó (1975) játékfilm (74p), rendezőasszisztens (rendező: Böszörményi Géza)
- Montázs (1979) Balázs Béla Stúdió, kísérleti film (70p)
- A kis Valentino (1979) első nagyjátékfilmje (102p)
- Alagút (1980) játékfilm (75p), operatőr (rendező: Lukáts Andor)
- Thália szekerén (1980) tévéfilm (46p) (bemutató: 1985. április 30.)
- Kedd – A Balázs Béla Stúdió története III. rész (1969–80) dokumentumfilm (62p)
- Csokonai (Élet-játék) (1980) tévéfilm (76p)
- Álombrigád (1983) játékfilm (107p) (munkacíme: Mesteremberek, bemutató: 1989. január 26.)
- Angyali üdvözlet (1983) játékfilm (100p) (munkacíme: Gyerekjátékok)
- Szélvihar (1985) Balázs Béla Stúdió, videó-dokumentáció (100p) (Dobozy Imre: Szélvihar című drámájának színházi előadásáról)
- A mosoly birodalma (1987) Balázs Béla Stúdió, video-dokumentáció (80p) (Sławomir Mrożek: Rendőrség című művének felhasználásával készült színházi előadásról)
- Hotreál (1987) játékfilm (84p) konzultáns (rendező: Szabó Ildikó)
- Hat bagatell (1989) dokumentumfilm (76p), társrendező (Fehér György, Bódy Gábor, Dárday István, Tarr Béla, Wilt Pál mellett)
- Arc és álarc 1-2. (1989) portréfilm Szentkuthy Miklósról (109p) (bemutató: 1994. április 8.)
- Senkiföldje – Dieu n’existe pas (1993) (Párhuzamos életrajzok) játékfilm (105p)
- Valahol Oroszországban, avagy a Három nővér (1997) video-dokumentáció (80p) (Gogol: A revizor c. művének színpadi adaptációjáról, címverzió: A Revizor, ahogyan a budapesti hajléktalanok előadják Jeles András betanításában)
- József és testvérei – Jelenetek egy parasztbibliából (Workshop) (2003) játékfilm (100p) (bemutató: 2005. január 20.)
- Herminamező – Szellemjárás (2005) forgatókönyvíró (rendező: Halász Péter)
- Párhuzamos halálrajzok (2008) dokumentumfilm (132p)
- Magyarország 2011 (2011) szkeccsfilm (75p), társrendező (Jancsó Miklós, Salamon András, Fliegauf Benedek, Pálfi György, Siroki László, Forgács Péter, Mészáros Márta, Szabó Simon, Török Ferenc, Kocsis Ágnes mellett)
- A rossz árnyék (2018)

## Színházi rendezései
- Leon Kruczkowski: A szabadság első napja – Csiky Gergely Színház, Kaposvár (1975)
- Schikaneder – Mosonyi Aliz: A bűvös fuvola – Győri Nemzeti Színház (1981)
- 24 haiku – Monteverdi Birkózókör, Kassák Klub (1984)
- Dobozy Imre: Drámai események – Monteverdi Birkózókör, Petőfi Csarnok (1985)
- A mosoly birodalma (Mrożek: Rendőrsége alapján) – Monteverdi Birkózókör, Műcsarnok (1986)
- Valahol Oroszországban – Csiky Gergely Színház, Kaposvár (1991)
- Molnár Ferenc: Játék a kastélyban – Laboratorio Nuovo, Firenze (1991)
- Jeles András: Szerbusz, Tolsztoj – Veszprémi Petőfi Színház, Merlin Színház, Douai (Franciaország) (1993)
- Kleist meghal – Merlin Színház (1994)
- Victor Hugo: A nevető ember – Katona József Színház, Budapest (1995); Weöres Sándor Színház, Szombathely (2009)
- Jean Genet: Cselédek – Radnóti Miklós Színház (1997)
- Téli utazás – a Szentendrei Teátrum és a Városi Színház közös produkciója (2001)
- Küzdelem – A Színész és a Színésznő próbál – Városi Színház (2002)
- Színház a színházban – Városi Színház (2002)
- Csehov: Ványa bácsi – Csiky Gergely Színház, Kaposvár (2003)
- Kedves ismerősök – Hólyagcirkusz Társulat, Merlin Színház (2007)
- Frances Hodgson Burnett: A kis lord – Weöres Sándor Színház, Szombathely (2010)
- Intelligens szerviz (Net-Shakespeare) - a Kaposvári Egyetem Művészeti Főiskolai Kar III. éves színművész-hallgatóinak vizsgaelőadása (2011)

## Díjai, elismerései
- Balázs Béla-díj (1992)
- Kiváló művész (2006)
- Kossuth-díj (2008)
- Párhuzamos Kultúráért díj (2008)[6]
- Színikritikusok Díja, 2011 – A legjobb gyerek- és ifjúsági előadás (A kis Lord – Weöres Sándor Színház, Szombathely)

## Írásai
- Töredékek. Jeles András naplójából; szerk. Fodor László, Hegedűs László; 8 és Fél Bt., Bp., 1993
- Büntető század; Kijárat, Bp., 2000
- Teremtés, lidércnyomás (Noteszlapok) – in: Filmvilág, 2000/6.
- Platón képernyője (Napló-töredékek) – in: Filmvilág, 2002/5.
- Az ötödik elbeszélő (Feljegyzések egy filmrendezésről) – in: Filmvilág, 2003/6.
- Füzetek. "Főúr, füzetek!"; Magyar Fordítóház, Balatonfüred, 2005 (Füredi fordítói füzetek)
- Teremtés, lidércnyomás. Írások filmről, színházról; Kijárat, Bp., 2006
- Füzetek. "Főúr, füzetek!"; Kalligram, Pozsony, 2007
- József és testvérei; in: Kortárs klasszikusok. Mai magyar színdarabok; szerk. Szűcs Mónika; Selinunte, Bp., 2017 (Olvasópróba)
- ahogy seb néz a távozó szuronyra; Múlt és Jövő, Bp., 2022

## Szakirodalom, cikkek, tanulmányok
- Kövesdi Rózsa: Elvek és terek – beszélgetés Jeles Andrással – in: Filmvilág 1982/7.
- Spiró György – Nagy Péter – Kornis Mihály – Lukácsy Sándor – Hubay Miklós: Élet-balett (Angyali üdvözlet) – in: Filmvilág 1984/9.
- Báron György: Auschwitz működik – beszélgetés Jeles Andrással – in: Filmvilág 1993/5.
- Balassa Péter: Jeles napok (Egy kiállítás lapjai) – in: Filmvilág 1993/5.
- Gelencsér Gábor: Kép nélküli film (Jeles András) – in: Filmvilág 1993/5.
- Forgách András: A megszólalás előtt (Jeles András) – in: Filmvilág 1993/5.
- Kovács András Bálint: J. A. három mondata (Jeles András) – in: Filmvilág 1993/5.
- Forgách András: Azt a berbereknek kell megcsinálni (Párbeszéd Jeles Andrással) – in: Filmvilág 2001/9.
- Horeczky Krisztina: Ez így van rendben – beszélgetés Jeles Andrással – in: Filmvilág 2003/6.
- Gelencsér Gábor: Romépítészet – Rendezőportré: Jeles András – in: Filmtett 2003. január 15.
- Metropolis 2004/4 – Jeles András különszáma (2004) – szerkesztő: Czirják Pál.
- Báron György: Gyermekjátékok – in: Filmvilág 2004/12.
- Forgách András: Eleveny kollégák (József és testvérei) – in: Filmvilág 2004/12.
- Czirják Pál: A kis Valentino (DVD) – in Filmvilág 2013/8.
- Darida Veronika: Jeles András és a katasztrófa színháza (Kijárat Kiadó, Bp., 2014).
- Pieldner Judit: Szöveg, kép, mozgókép kapcsolatai. Bódy Gábor és Jeles András filmművészetében; Egyetemi Műhely–Bolyai Társaság, Kolozsvár, 2015 (Doktori dolgozatok. Bolyai Társaság).
- Gelencsér Gábor: Váratlan perspektívák – Jeles András filmjei (Kijárat Kiadó, Bp., 2016).